# Edwardsiana cretica
Edwardsiana cretica är en insektsart som beskrevs av Irena Dworakowska 1971. Edwardsiana cretica ingår i släktet Edwardsiana och familjen dvärgstritar.
Artens utbredningsområde är Grekland. Inga underarter finns listade i Catalogue of Life.